# Lijst van personen uit Bergen op Zoom
Dit is een chronologische lijst van personen uit Bergen op Zoom. Het betreft bekende personen die geboren zijn in de Nederlandse plaats/gemeente Bergen op Zoom of daar hebben gewoond.

## Bekende (oud-)inwoners
Deze lijst is chronologisch op geboortejaar gesorteerd
- Jacob Obrecht (1457-1505), componist
- Desiderius Erasmus (1466-1536), filosoof
- Godefridus Cornelisz Udemans (1581/'82-1649), Zierikzees dominee
- Bartram de Fouchier (1609-1673), kunstschilder en glasschilder
- Marcus Zuerius Boxhorn (1612-1653), taalkundige
- Thomas Willeboirts Bosschaert (1613/'14-1654), barok kunstschilder
- Humphrey Bradley (1639-onbekend), ingenieur
- Bernardus Bosch (1746-1803), dominee, politicus, dichter
- Willem Huart (1755-1824), raadsman in de brede raad, lid van het Bergse komitee revolutionair en municipaliteitslid.
- Andrew Munro (1762-1835), Rotterdams architect en stadsbouwmeester
- Petrus Josephus Cuypers (1763-1844), politicus
- Alex W.A. Heyblom (1832-1893), componist, muziekpedagoog
- Kees van Genk (1838-1914), architect van villa's, hotels en kerken
- Piet van Genk (1844-1919), architect van r.-k. bouwwerken
- Adriaan Dirk van Assendelft de Coningh (1851-1923), burgemeester van Leiderdorp en Hengelo
- Govert-Marinus Augustijn (1871-1963), jugendstil-pottenbakker
- Louis Jean Marie Feber (1885-1964), schrijver, politicus
- A.M. de Jong (1888-1943), schrijver
- Annie Mulder van de Graaf (1890-1968), eerste Nederlandse plastische chirurg
- Piet van Dongen (1895-1987), beeldhouwer
- Nicolaas van der Kreek (1896-1967), beeldhouwer
- Toine Mazairac (1901-1966), wielrenner
- Anton van Duinkerken (1903-1968), schrijver
- Cees Becht (1910-1982), politicus
- Kees Becht (1917-2016), ondernemer
- Mientje Proost (1919-2012), koerierster tijdens de Tweede Wereldoorlog
- Gilles Borrie (1925-2016), hoogleraar en burgemeester van Eindhoven
- Willem van Genk (1927-2005), kunstenaar
- Wim Rietdijk (1927-2020), fysicus, wiskundige, publicist
- Virginie Korte-van Hemel (1929-2014), politica
- Adri Suijkerbuijk (1929-2005), wielrenner
- Rinus Bennaars (1931-2021), voetballer
- Ad Havermans (1934-2022), politicus
- Willem van Ham (1937-2020), archivaris, historicus, vlaggenkundige en heraldicus
- Pleuni Touw (1938), actrice
- Henk Snepvangers (1939-2021), atleet
- Adriaan Ditvoorst (1940-1987), regisseur
- Leo den Hop, geboren Leo Hoppenbrouwers (1940), zanger
- Greetje den Ouden-Dekkers (1940-2022), politica
- Harry Borghouts (1943), politicus
- Jacques Chapel (1946-2008), voetballer en sportverslaggever
- Jet Nijpels (1947), politica
- Marja Brouwers (1948), schrijfster
- Paul Schnabel (1948), socioloog
- Maarten Sikking (1948-2009), hockeydoelman
- Niko de Wit (1948), beeldhouwer, medailleur
- Ed Nijpels (1950), politicus (VVD)
- Bert van der Veer (1951), programmamaker en schrijver
- Henna Playfair (1953-2023), verloskundige
- Bert Bevers (1954), dichter en beeldend kunstenaar
- Wim Crusio (1954), neuro- en gedragsgeneticus
- Peter van der Velden, politicus (PvdA)
- Albert Hagenaars (1955), dichter en schrijver
- Adrie van der Poel (1959), wielrenner en vader van Matthieu.
- Johan Lammerts (1960), wielrenner en bondscoach veldrijden
- Cornald Maas (1962), schrijver en presentator
- Han Polman (1963), politicus.
- Frans Maas (1964), ver- en hink-stap-springer
- Peer Wittenbols (1965), schrijver
- Luc Krotwaar (1968), langeafstandsloper
- Eric de Bie (1971), politicus
- Femke Bakker (1972), actrice
- Janno den Engelsman (1972), organist en beiaardier
- Evert Weys (1973), politicus
- Marjan van Aubel (1985), installatiekunstenaar en ontwerpster
- Aykut Demir (1988), voetballer
- Fouad Idabdelhay (1988), voetballer
- Melvin de Leeuw (1988), voetballer
- Chahid Oulad El Hadj (1988), vechtsporter
- Rico Verhoeven (1989), kickbokser
- Abel Tamata (1990), voetballer
- Thalita de Jong (1993), wielrenster en veldrijdster
- Bart Nieuwkoop (1996), voetballer
- Oussama Idrissi (1996), voetballer
- Julia Boschman (2002), K3-lid
- Tijn Baltussen (2005), voetballer